# Lothar Wardanjan
Pour les articles homonymes, voir Vardanyan.
Lothar Wardanjan, né le 20 octobre 1951, est un footballeur professionnel allemand.

## Carrière
Lothar Wardanjan fait partie du Würzburger Kickers lorsque l'équipe gagne le championnat de Bavière en 1977, et participe à la saison 1977-1978 de 2. Bundesliga. Il dispute 32 matchs en deuxième division avec le Würzburger Kickers, inscrivant trois buts.
Il joue ensuite avec le VfB Friedrichshafen, dans la nouvelle ligue amatrice du Bade-Wurtemberg.